# Anatoli Dmitrijewitsch Kaigorodow
Anatoli Dmitrijewitsch Kaigorodow (russisch Анатолий Дмитриевич Кайгородов, estnisch Anatoli Kaigorodov; * 21. Oktoberjul. / 2. November 1878greg. in Sankt Petersburg; † 18. Juli 1945 in Mondsee) war ein russisch-estnischer Landschaftsmaler.

## Leben
Kaigorodow, der Sohn des Forstwissenschaftlers Dmitri Nikiforowitsch Kaigorodow (1846–1924), studierte von 1896 bis 1900 in St. Petersburg an der Baron-Stieglitz-Zeichenschule. Anschließend studierte er von 1900 bis 1902 an der Russischen Kunstakademie bei Archip Iwanowitsch Kuindschi und Wassili Wassiljewitsch Maté. Seine ersten Bilder wurden 1900 auf der St. Petersburger Akademie-Ausstellung gezeigt. Von 1902 bis 1904 studierte er im Münchener Atelier von Simon Hollósy und 1905 in Paris an der Académie Julian und der Académie Colarossi.
Kaigorodow malte überwiegend Landschaften in Öl und in Tempera. Er war Mitglied und Aussteller der Gesellschaft der russischen Aquarellisten (seit 1901), der Kuindschi-Künstlergesellschaft (seit 1909) und der Peredwischniki (seit 1915). In den Jahren 1906 bis 1916  gewann er sechsmal den Kuindschi-Preis. Er gewann den Stroganow-Preis für das Bild Brandung, welches auf der Internationalen Kunstausstellung 1913 in München sehr beachtet worden war. Etliche seiner Bilder wurden von der russischen Regierung gekauft.
Nach der Oktoberrevolution emigrierte Kaigorodow in die neue Republik Estland und betrieb eine Kunstschule in Tallinn. Er war Mitglied des estnischen Künstlervereins Ekku. Er schickte seine Bilder zu Ausstellungen und machte Ausstellungen im Glaspalast München und in Berlin, Karlsruhe, Den Haag und London.
Im Zuge der Umsiedlung der Deutsch-Balten infolge des Hitler-Stalin-Paktes kam Kaigorodow 1939 zunächst nach Danzig und dann nach Posen. Er machte Ausstellungen und besuchte dreimal Prag, wo er eine Reihe von Bildern der Altstadt malte. Am Ende des Zweiten Weltkrieges flüchtete er vor der Roten Armee im Januar 1945 nach Österreich. Die in Posen zurückgelassenen Bilder tauchten teilweise auf dem internationalen Kunstmarkt auf.
Kaigorodows Bilder hängen in der Moskauer Tretjakow-Galerie, im St. Petersburger Russischen Museum und im Tallinner Estnischen Kunstmuseum.